# Herrschaft Breuberg

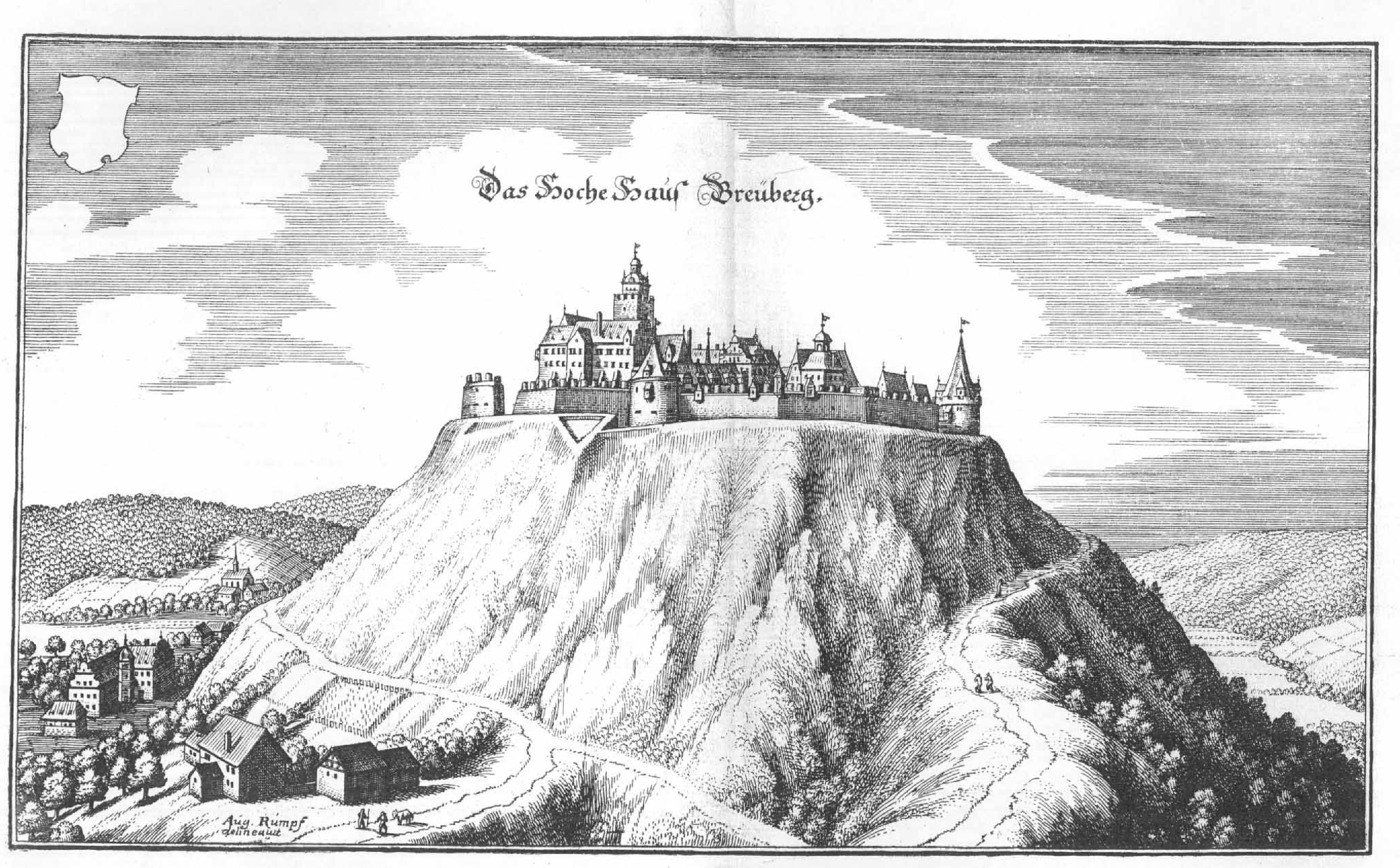
Mittelpunkt der Herrschaft war die Burg Breuberg (Merian-Stich 1656)

Die Herrschaft Breuberg war eine Herrschaft im nördlichen Odenwald. Sie entstand aus dem Besitz der Reize von Breuberg, Mittelpunkt war die Burg Breuberg.

## Geschichte

### Reize von Breuberg

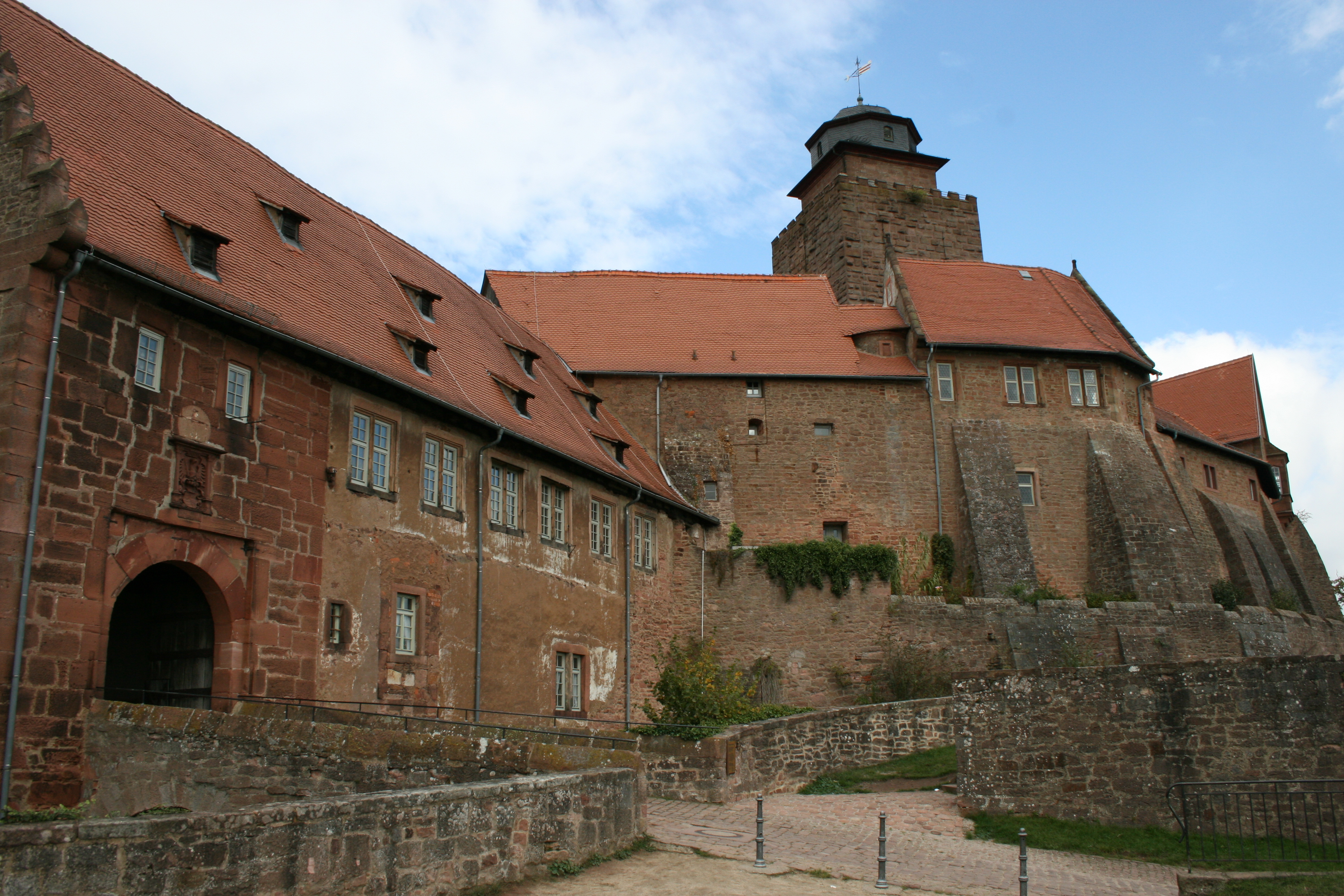
Burg Breuberg, Hauptburg und Torbau

Der Ursprung der Herrschaft ist eng mit dem gleichnamigen Adelsgeschlecht verbunden. Dieses stellte zunächst fuldische Gefolgsleute, im Jahr 1189 ein Reiz von Lützelbach aus Lützelbach. Burg Lützelbach war vermutlich deren Stammburg. Um 1200 entstand die Burg Breuberg als fuldisches Lehen, das Adelsgeschlecht ist erstmals 1222 mit der neuen Herkunftsbezeichnung von Breuberg urkundlich belegt. Im Verlauf des hohen Mittelalters gelang es den Breubergern, das ursprüngliche Kirchengut zu entfremden. Parallele Entwicklungen sind in dieser Zeit häufig, in direkter Nachbarschaft etwa bei den Schenken von Erbach, die gleichzeitig von der Auflösung des Lorscher Besitzes im Odenwald profitierten. Durch Erbschaft beim Aussterben der Herren von Büdingen waren die Reize von Breuberg seit 1239 auch in der Wetterau begütert, wo sie durch Lehensvergaben an die Herren von Büches, Carben und die Schelme von Bergen nachweisbar sind.

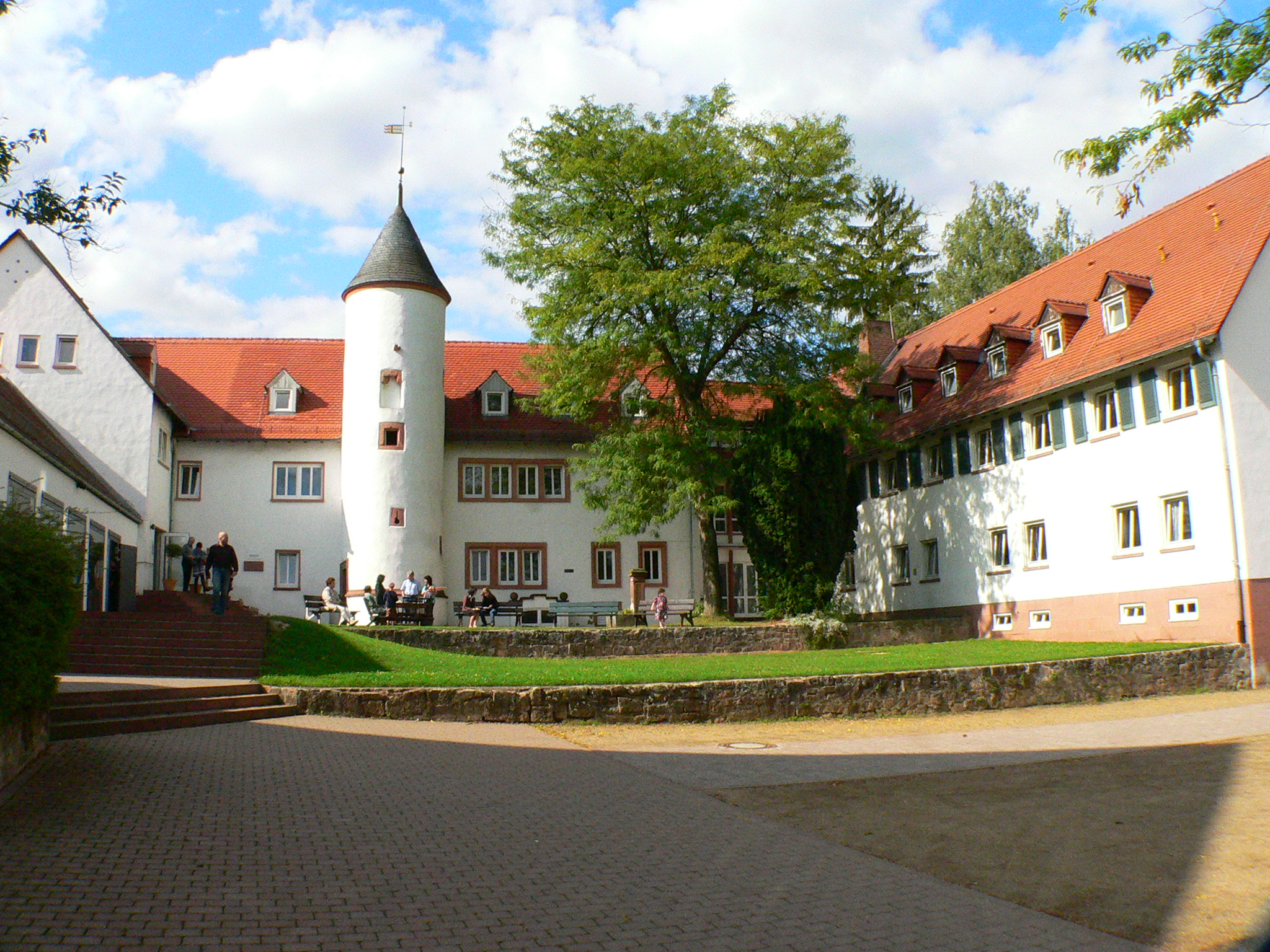
Propsteigebäude des Klosters Höchst

Das Herrschaftsgebiet im nördlichen Odenwald war mit Beginn der urkundlichen Überlieferung bereits ausgebildet und umfasste neben der Zent Lützelbach im Wesentlichen die Zent Höchst und die Zent Brombach. Das Gericht Neustadt kam später hinzu und bildete einen eigenständigen vierten Teil, der aus der Burgfreiheit als Burgsiedlung der Burg Breuberg hervorging. Die Burg in Lützelbach wurde zuletzt 1200 erwähnt und anscheinend danach aufgegeben. Kern der Herrschaft bildeten nun die Burgen Breuberg und Kirchbrombach. Die Erstnennung von Höchst im Odenwald 1156 setzt dort bereits einen Gerichtsort voraus, der sich aus der fuldischen Obervogtei Umstadt als Untervogtei gebildet hatte. Die Breuberger hatten vermutlich damit die Gerichtsherrschaft erlangt. Auf die Herren von Breuberg geht wahrscheinlich auch die vor 1219 erfolgte Gründung der Propstei am Kloster Höchst zurück.

### Erstes Kondominium

#### Entwicklung
Die Herren von Breuberg starben 1323 mit dem Tod Eberhards III. im Mannesstamm aus. Erbinnen waren seine beiden Töchter:
- Elisabeth, verheiratet mit Graf Rudolf IV. von Wertheim und
- Luckarde, verheiratet zunächst mit Konrad V. von Weinsberg, später mit Gottfried V. von Eppstein

sowie zwei Nichten:
- Kunizza, verheiratet mit Konrad von Trimberg und
- Mechthild.[Anm. 1]

Die Erben bildeten ein Kondominat.
Das weinsbergische Viertel wurde nach dem Tod Konrads V. 1328 und der erneuten Heirat seiner Witwe, Luckarde, in ein eppsteinisches und ein weinsbergisches Achtel geteilt.
Konrad von Trimberg erreichte 1329 den Verzicht von Mechthild zu seinen Gunsten und hatte damit die Hälfte der Herrschaft inne, verpfändete das aber alles 1336 an Rudolf von Wertheim und Gottfried V. von Eppstein, wobei Eppstein dieses trimbergische Viertel aber spätestens 1341 weiter veräußerte.
Wertheim hielt also um die Mitte des 14. Jahrhunderts drei Viertel der Herrschaft Weinsberg und Eppstein je ein Achtel. Das weinsbergische Achtel fiel nach dem Tod Konrads VI. von Weinsberg 1366 auch an Eppstein. Ebenfalls 1366 oder 1367 erhielt Ulrich IV. von Hanau als Schwiegersohn Rudolfs von Wertheim ein Drittel des wertheimischen Anteils. 1409 konnten die Wertheimer Grafen diese Anteile jedoch zurückkaufen. Das Eppsteinische Viertel scheint gegen Ende des 14. Jahrhunderts an mehrere regionale Niederadlige Ganerben verpfändet worden zu sein.
Unter pfälzischer Vermittlung erhielten die Erbacher Schenken 1399 in einem in Heidelberg vereinbarten Tausch ein Viertel der Burg ohne Vasallen und Anteil am Ort Neustadt, der 1378 unterhalb der Burg als Burgsiedlung gegründet worden war. Im Austausch bekamen die Grafen von Wertheim einen Anteil an der Burg Reichenberg im Gersprenztal. Zweck dieses Handels war anscheinend, die niederadlige Ganerbenpartei durch mächtigere Territorialherren aus der Burg zu drängen und von der Burg Breuberg ausgehende Raubzüge zu verhindern. Wertheim konnte allerdings nur geringes Interesse an einer mächtigen Gegenpartei haben, da es erkennbar um den Alleinbesitz von Burg und Herrschaft als Residenz für seine jüngere Linie bemüht war. So gelang es den Grafen von Wertheim nur ein Jahr später, das eppsteinische Viertel zu erwerben. Das Wertheimer Teilungsstatut von 1398 sah den Ausbau der Herrschaft Breuberg als Kernland der jüngeren Linie vor. Erst 1497 gelang es den Wertheimern, Burg und Herrschaft vollständig in ihren Besitz zu bekommen, indem sie das eppsteinisch-erbachische Viertel auslösten.

#### Grafische Übersicht zum Kondominat
Besitzanteile während der Zeit als Kondominat 1323–1497
| Zeitraum             | Herren                            | Herren                            | Herren                          | Herren                          | Herren                                                      | Herren                                                      | Herren                                                             | Herren                                                             | Bemerkungen |
| 1323–1328            | Elisabeth von Breuberg Wertheim ¼ | Elisabeth von Breuberg Wertheim ¼ | Kunizza von Breuberg Trimberg ¼ | Kunizza von Breuberg Trimberg ¼ | namentlich nicht bekannter Ehemann Mechthild von Breuberg ¼ | namentlich nicht bekannter Ehemann Mechthild von Breuberg ¼ | Luckarde von Breuberg Weinsberg ¼                                  | Luckarde von Breuberg Weinsberg ¼                                  | Erbteilung der Herren von Breuberg, Aufteilung zu vier Vierteln an die Töchter und Nichten Eberhards III. bzw. deren Ehemänner |
| 1328/1329            | Wertheim ¼                        | Wertheim ¼                        | Trimberg ¼                      | Trimberg ¼                      | Mechthild von Breuberg ¼                                    | Mechthild von Breuberg ¼                                    | Eppstein ⅛                                                         | Weinsberg ⅛                                                        | Mit dem Tod Konrads V. von Weinsberg 1328 und der Wiederverheiratung seiner Witwe Luckarde von Breuberg an Gottfried V. von Eppstein fiel der weinsbergische Anteil zur Hälfte (= ein Achtel des Gesamtbesitzes) an Eppstein.                                |
| 1329–1336            | Wertheim ¼                        | Wertheim ¼                        | Trimberg ½                      | Trimberg ½                      | Trimberg ½                                                  | Trimberg ½                                                  | Eppstein ⅛                                                         | Weinsberg ⅛                                                        | Verzicht Mechthilds von Breuberg zu Gunsten Konrads von Trimberg |
| 1336–spätestens 1341 | Wertheim ½                        | Wertheim ½                        | Wertheim ½                      | Wertheim ½                      | Eppstein ⅜                                                  | Eppstein ⅜                                                  | Eppstein ⅜                                                         | Weinsberg ⅛                                                        | Konrad von Trimberg versetzte seine Hälfte 1336 an Wertheim und Eppstein. |
| 1341–1366            | Wertheim ¾                        | Wertheim ¾                        | Wertheim ¾                      | Wertheim ¾                      | Wertheim ¾                                                  | Wertheim ¾                                                  | Eppstein ⅛                                                         | Weinsberg ⅛                                                        | Spätestens 1341 wurde das ehemals trimbergische Viertel von Eppstein an Wertheim verpfändet. |
| 1366 oder 1367–1399  | Hanau ¼                           | Hanau ¼                           | Wertheim ½                      | Wertheim ½                      | Wertheim ½                                                  | Wertheim ½                                                  | Eppstein ¼                                                         | Eppstein ¼                                                         | Mit dem Tod Konrads VI. von Weinsberg 1366 fiel das weinsbergische Achtel an Eppstein. 1366 oder 1367 erhielt Ulrich von Hanau ein Drittel des bisherigen wertheimischen Anteils.                                                                            |
| 1399/1400            | Hanau ¼                           | Hanau ¼                           | Schenken von Erbach ¼           | Schenken von Erbach ¼           | Wertheim ¼                                                  | Wertheim ¼                                                  | (Eppstein ¼), weiterverpfändet an eine niederadlige Ganerbenpartei | (Eppstein ¼), weiterverpfändet an eine niederadlige Ganerbenpartei | Eppstein verpfändete sein Viertel in der Zwischenzeit an eine Ganerbenpartei, weshalb 1399 im Reichenberger Vertrag das bisher von Eppstein an Wertheim verpfändete Viertel an die Schenken von Erbach gegen einen Anteil an Reichenberg eingetauscht wurde. |
| 1400–1409            | Hanau ¼                           | Hanau ¼                           | Erbach ¼                        | Erbach ¼                        | Wertheim ½                                                  | Wertheim ½                                                  | Wertheim ½                                                         | Wertheim ½                                                         | Wertheim konnte schon ein Jahr später das verpfändete Eppsteiner Viertel erwerben. |
| 1409–1497            | Erbach ¼                          | Erbach ¼                          | Wertheim ¾                      | Wertheim ¾                      | Wertheim ¾                                                  | Wertheim ¾                                                  | Wertheim ¾                                                         | Wertheim ¾                                                         | Rückkauf des hanauischen Viertels durch Wertheim 1409 |
| 1497–1556            | Wertheimischer Alleinbesitz       | Wertheimischer Alleinbesitz       | Wertheimischer Alleinbesitz     | Wertheimischer Alleinbesitz     | Wertheimischer Alleinbesitz                                 | Wertheimischer Alleinbesitz                                 | Wertheimischer Alleinbesitz                                        | Wertheimischer Alleinbesitz                                        | 1497 löste Wertheim die eppsteinisch-erbachische Pfandschaft aus und gelangt in den Alleinbesitz der Herrschaft. |

#### Rechnungen der Grafen von Wertheim
Eine Rarität sind die erhaltenen Rechnungen der Grafen von Wertheim in der Herrschaft Breuberg im Zeitraum 1409–1485. Diese Rechnungsaufstellungen, entweder als Einzel-, Monats- oder Jahresabschlussrechnungen, geben einen detaillierten Einblick in die Besitz-, Wirtschafts- und Lebensverhältnisse der damaligen Zeit. Entstanden sind diese Rechnungen aus der Rechnungslegung des Kondominats und der Vormundschaft Johann II. zu Wertheim (um 1365–1444) über seinen Stiefbruder Michael I. zu Breuberg, dem eigentlich Berechtigten des Wertheim-Breuberg-Schweinberger Besitzes.

### Wertheimischer Alleinbesitz (1497–1556)

#### Anfänge
Mit dem Alleinbesitz der Grafen von Wertheim begann unter Graf Michael II. eine intensive Bautätigkeit auf der Burg Breuberg. Mit dem Ausbau der Burg ging auch die Aufwertung der unterhalb gelegenen Stadt Neustadt einher. Die Entwicklung der Stadt zum wirtschaftlichen Mittelpunkt verlief weitgehend parallel zur Erweiterung der Burg, setzte aber bereits vor dem Wertheimer Alleinbesitz ein. 1456 richtete Graf Wilhelm von Wertheim ein Manngericht unter der Linde in Neustadt ein.
Graf Georg II. von Wertheim, Sohn Michaels II., starb 1530 nach neunjähriger Regierung. Für den minderjährigen Sohn, Michael III., waren als Vormünder gemeinsam Gräfin Barbara von Wertheim, Graf Wilhelm IV. von Eberstein und Schenk Christoph von Limpurg tätig.

#### Reformation
Bedingt durch die um sich greifende Reformation gab es auch in der Herrschaft Breuberg „alerley yrungen (Irrungen)“, wie ein Schreiben des Amtmannes Georg von der Than belegt, da „etlich pawren (Bauern) auf lutryß (lutherisch) weyß“ die Beichte und auch das altkirchliche Sakrament ablehnten. Die Vormünder reagierten mit einem Schreiben am 14. Mai 1537 eindeutig zugunsten der reformationsfreundlichen Haltung der Untertanen und bezogen sich dabei auf eine Kirchenordnung wohl von Johann Eberlin von Günzberg, 1527/28 herausgegeben und von Martin Luther und Philipp Melanchthon bestätigt, die in der Grafschaft Wertheim bereits vor dem Tod Georg II. (1530) eingeführt wurde.
Bei der Einführung der Reformation war einiges zu regeln: Geeignete Pfarrer, die die neue Lehre vertraten, waren zu finden, die Besoldung der Pfarrer, die nun eine Familie zu ernähren hatten, war zu regeln, ebenso die Versorgung der Armen und Witwen und die Organisation des Schulwesens, das der Gräfin sehr am Herzen lag.
1537, kam Johann Specklin (Speckel) von Michelstadt, wo er 1526 als Meßpriester erwähnt wird, nach Raibach. Faktisch war er der erste Superintendent („Landesbischof“) der Herrschaft Breuberg. Zu den ersten protestantischen Pfarrern in der Herrschaft Breuberg zählten (soweit bekannt):
- Sandbach: vor 1541: Werner Crabronius; 1541-1542 †Conrad Frabricius (Schmid); 1542-1543: Johannes Weitpot; 1547: Volpert Fischer; 1550-1554: Melchior Mayer; 1555/1557: Christoph Beihel; 1557-1569 †Johannes Scherpff.
- Raibach (Rai-Breitenbach): 1537-(?) Johannes Speckel (Ab 1542 Filial von Sandbach).
- Kirch-Brombach: 1542/1543: Johannes Speckel; 15(44)45-1554: Conrad Krauthauß.
- Vielbrunn: 1541: Johannes Stoltz; 1543-1545: Johannes Weitpot; 1545-1550: Johannes Scherpff; 1553/1554: Hartmann Hartmanni; 1554/1555: Philipp So(h)m; 1557 (Vertretung): M. Johannes Ulrich; 1557-1569: Johannes Würzburger.
- Lützelbach: 1541-1543: Johannes Pictoris; 1543: Johannes Weitpot (ab 1543 Filial von Vielbrunn).[14]

Die anderen Orte wie die Stadt Neustadt (Breuberg), die Burgkapelle Breuberg, Höchst u. a., wurden von der Pfarrei Sandbach betreut bzw. von dem zu der jeweiligen Pfarrkirche gehörigen Geistlichen.

#### Michael III.

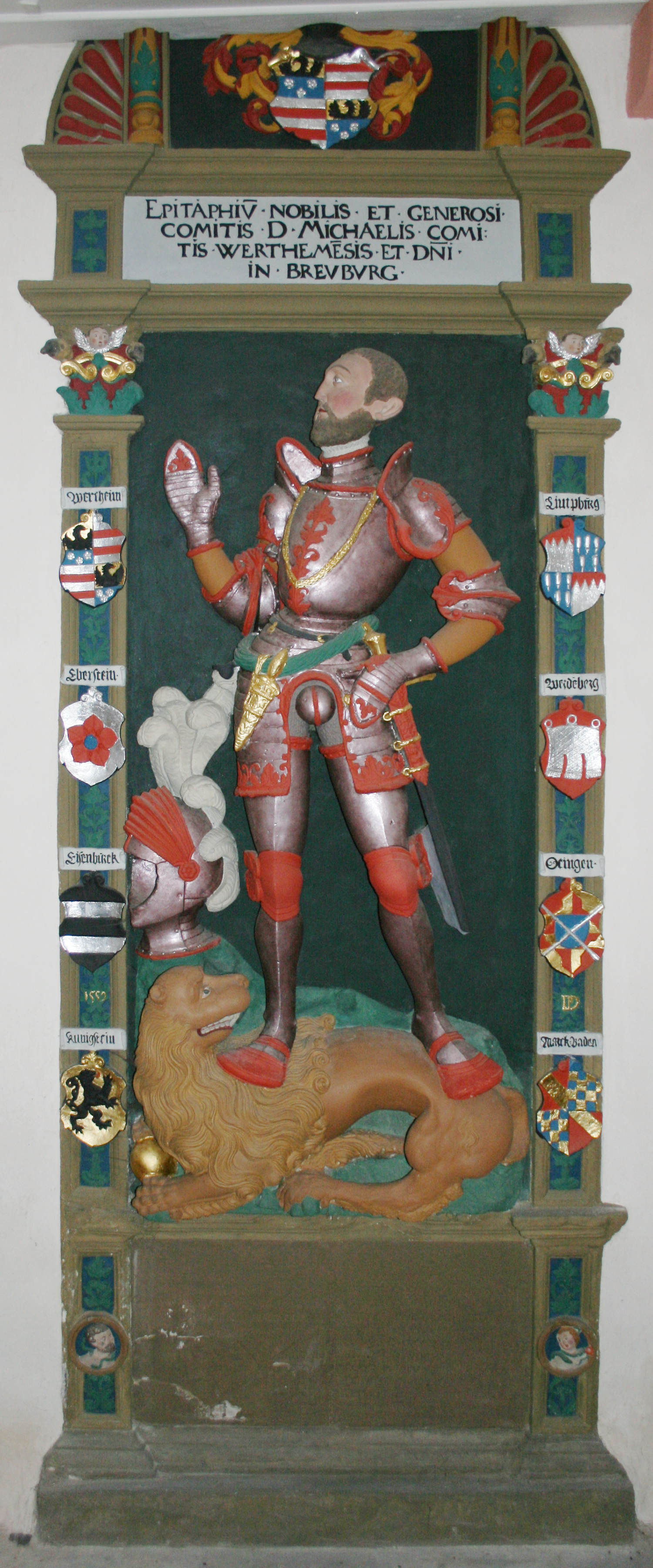
Epitaph Michaels III. von Wertheim in der Evangelischen Kirche Sandbach.

In diesem Sinne trat auch Barbaras Sohn, Michael III. seine Herrschaft an. Er hatte als 15-Jähriger ein Jahr 1544/45 in Wittenberg und Leipzig studiert. Nach seiner Rückkehr in die Grafschaft (1545) heiratete er 1550 Katharina von Stolberg.
Mit Michael III. starben die Grafen von Wertheim 1556 aus. Er wurde in der evangelischen Kirche in Sandbach beigesetzt, das reich verzierte Epitaph ist erhalten.

### Zweites Kondominium

#### Beginn

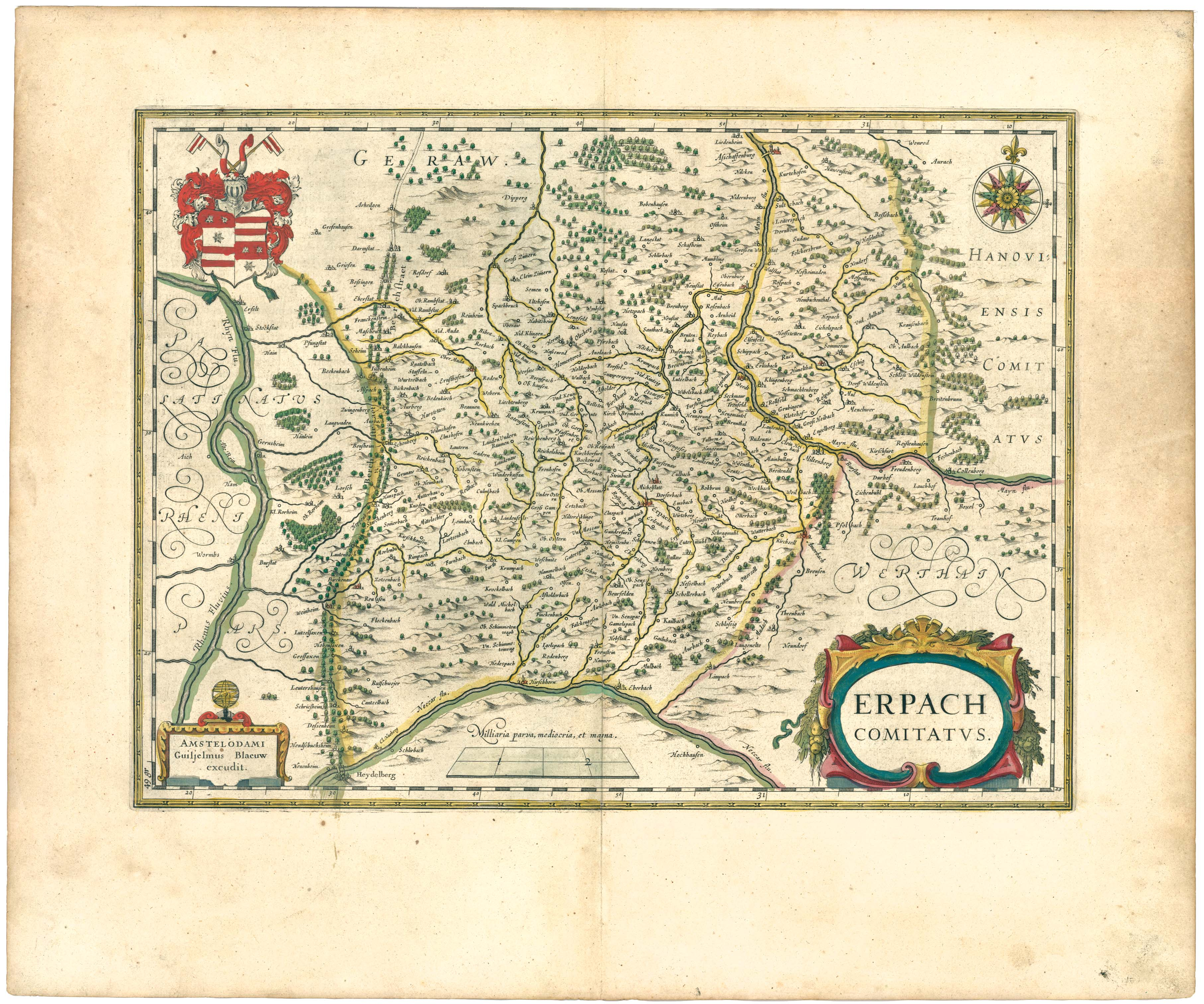
Grafschaft Erbach 1645 (mit der Herrschaft Breuberg)

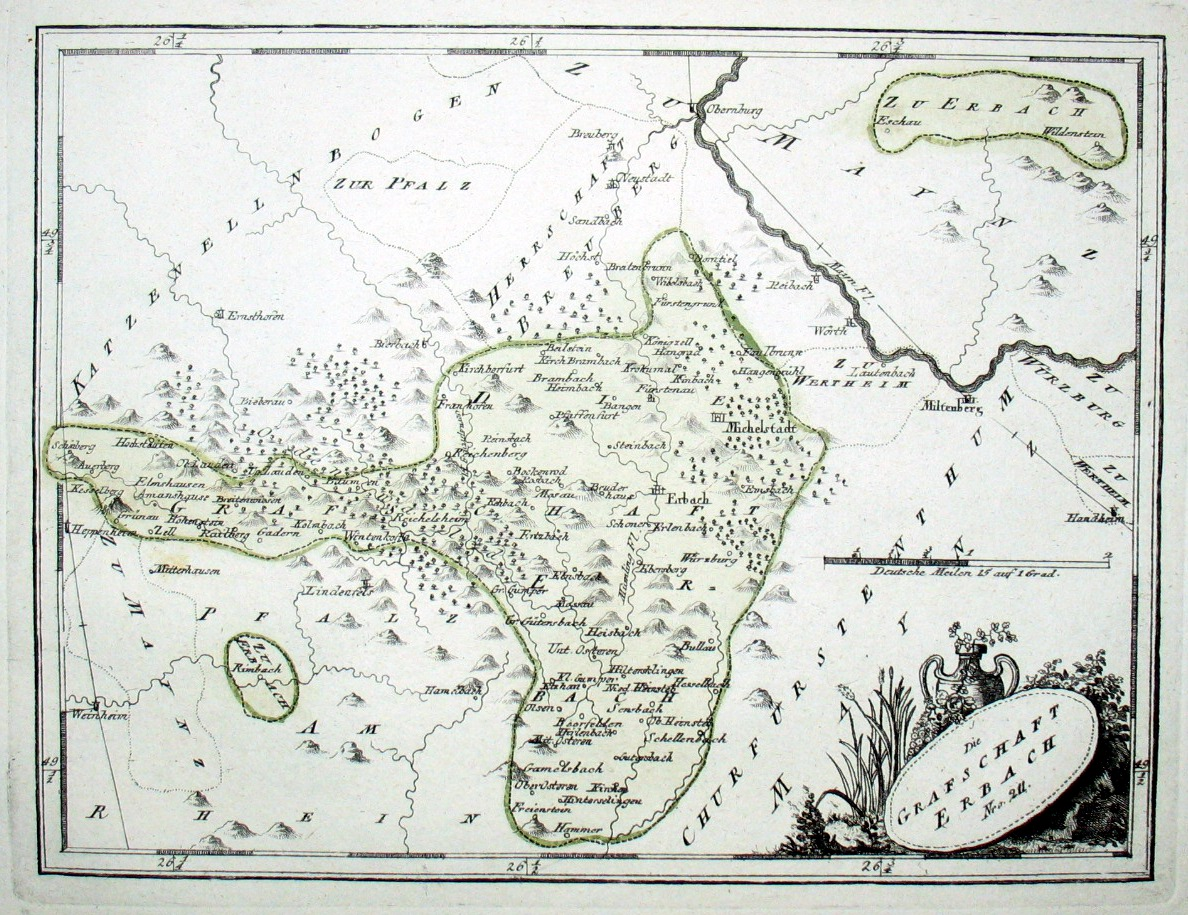
Grafschaft Erbach und Herrschaft Breuberg 1793

Das Erbe führte wieder zu einem Kondominat:
- Die Grafen Eberhard, Georg und Valentin von Erbach erhielten als Nachkommen der Tochter Michaels II. zusammen die Hälfte, wie es 1551 durch den Reichenberger Erbvertrag festgelegt worden war.
- Die andere Hälfte erhielt gemäß einem Vertrag aus dem Jahr 1553 Graf Ludwig zu Stolberg. Seine Ansprüche rührten daher, dass zum einen seine ältere Tochter Katharina mit Michael III. verheiratet gewesen war. Zum anderen war seine Mutter Anna Erbtochter der Eppsteiner, die immer noch zumindest theoretisch ein Lösungsrecht für die verpfändeten Teile von Burg und Herrschaft besaßen.[16]

Den kondominial regierenden Erben gelang es, das Kloster Höchst, das in der Herrschaft Breuberg lag, nach 1556 unter Berufung auf den Augsburger Religionsfrieden von 1555 in einem geregelten Verfahren in den Klosterfonds umzuwandeln, aus dessen Erträgen Pfarrer und Lehrer besoldet, Kirchenbaulasten bestritten, Schulen unterhalten, Stipendien für Schüler und Studenten ausgegeben und Kosten der Armenversorgung bezahlt werden konnten.

#### 17. Jahrhundert
Durch Kauf und Verträge gelang es den Löwensteinern bis zum Beginn des 17. Jahrhunderts, den ursprünglich Stolberger Anteil in ihren Besitz zu bringen. Sie nannten sich nun Löwenstein-Wertheim. Mit der Aufteilung der Löwensteiner Hauptlinie war zunächst die katholische Linie Löwenstein-Wertheim-Rochefort Eigentümer der halben Herrschaft Breuberg, später die Linie Löwenstein-Wertheim-Rosenberg. Auch die Erbacher Hälfte war durch die verschiedenen Erbteilungen in wechselndem Besitz verschiedener Linien, nach deren Aussterben wieder in der Hauptlinie, bis sie 1747 endgültig an die jüngste Linie Erbach-Schönberg unter Graf Georg August kam. Die Teilung in zwei Hälften zwischen den Häusern Löwenstein-Wertheim und Erbach blieb bis zum Ende des Alten Reiches konstant und für die weitere Geschichte bestimmend. Das Territorium wurde nun meist als Gemeinherrschaft Breuberg bezeichnet, worauf heute noch Grenzsteine mit den Buchstaben GHB hinweisen.
Im Dreißigjährigen Krieg bekämpften sich beide Parteien, die unterschiedlichen Konfessionen angehörten, teilweise offen, wobei es meist um den Besitz der Festung Breuberg ging. Der Besitz der Anlage wechselte mehrfach mit dem Kriegsglück der jeweiligen Partei.
Von kriegerischen Auseinandersetzungen blieb das Breuberger Land in der folgenden Zeit nicht verschont, allerdings standen die Besitzer dabei nicht mehr auf verschiedenen Seiten. Im Pfälzischen Erbfolgekrieg verweigerten sie zunächst im Mai 1693 die Aufnahme einer hessen-kasselischen Besatzung zum Schutz vor den Franzosen. Später nahmen sie 40 kursächsische Infanteristen auf. Im Österreichischen Erbfolgekrieg gelang es den Franzosen im Mai 1743, den Breuberg durch die List eines pfälzischen Försters vom Otzberg einzunehmen. Dies hatte allerdings für den Krieg keine Bedeutung, weil sie im Monat darauf nach der Schlacht bei Dettingen das Gebiet wieder räumen mussten. Der französische Versuch, zwei Jahre später eine Besatzung in die Festung zu verlegen, scheiterte daran, dass die Landesherren neutral bleiben wollten und die Besatzung durch Soldaten des Fränkischen Reichskreises rechtzeitig verstärken ließen. Bei Sandbach kam es zu einem kurzen Gefecht zwischen Franzosen und Österreichern.

### Mediatisierung
Durch den Beitritt der Landgrafschaft Hessen-Darmstadt zum Rheinbund 1806 wurde sie von Napoleon zum Großherzogtum Hessen erhoben und durfte sich auch die
Herrschaft Breuberg aneignen. Dort gehörte das Gebiet zur Provinz Starkenburg und wurde als standesherrliches „Amt Breuberg“ weitergeführt. Als Kompensation erhielten die Familienoberhäupter der Fürsten von Löwenstein-Wertheim und der Grafen von Erbach den Status von Standesherren, was in der Folge auch mit je einem Sitz in der Ersten Kammer der Landstände des Großherzogtums Hessen verbunden war.
Im Amt Breuberg wirkte vom 28. Juli 1808 bis zum 12. Oktober 1821 als Hoheitsbeamter und ab 1817 als Hoheits-Regierungsbeamter der Hofrat Ferdinand Jakob Beck (* ca. 1762; † 1834).
Mit der Justiz- und Verwaltungsreform von 1821/22 kam es auch hier zur Trennung der Rechtsprechung von der Verwaltung. Das Amt wurde aufgelöst, seine Aufgaben hinsichtlich der Verwaltung dem neu gebildeten Großherzoglich-Hessisch Fürstlich Löwenstein Wertheimische und Gräflich Erbach Schönbergischen Landratsbezirk Breuberg, die Rechtsprechung dem Großherzoglich-Hessisch Fürstlich Löwenstein Wertheimische und Gräflich Erbach Schönbergischen Landgericht Höchst übertragen.

## Territorium

### Geografische Lage
Die Herrschaft Breuberg wurde nach Norden und Westen vom pfälzischen Territorium Oberamt Otzberg und dem Kondominat Umstadt begrenzt. Im Süden erstreckte sich das Gebiet der Schenken von Erbach, im Osten zum Main hin waren viele Orte und der Bachgau in kurmainzischem Besitz.

### Bestandteile
Die Zuordnung einzelner Orte zur Herrschaft Breuberg kann im Laufe der Zeit gewechselt haben. Anhaltspunkt für die Zugehörigkeit kann sein, wenn ein Ort nach Sandbach oder Kirchbrombach pfarrte oder mehrheitlich den Zehnten an die Herrschaft abführte. Das betrifft im Wesentlichen Ortsteile der heutigen Gemeinden Breuberg, Lützelbach, Höchst im Odenwald und Brombachtal, von denen die ersten drei heute noch als Breuberger Land bezeichnet werden. Die nachfolgende Aufstellung gibt die Verhältnisse zum Zeitpunkt der Mediatisierung 1806 wieder.
Zent Neustadt
- Arnheiter Hof[24]
- Burg Breuberg
- Hardt (Hof)
- Neustadt
- Raibach
- Wolfen (Hof)

Zent Höchst
- Annelsbach
- Breitenbach
- Dusenbach
- Eschern (Wüstung)[25]
- Etzen-Gesäß
- Forstel
- Hainstadt
- Höchst im Odenwald
- Hummetroth
- Mühlhausen
- Mümling-Grumbach
- Oberhöchst (Wüstung)[25]
- Pfirschbach
- Sandbach
- Rimhorn
- Rosenbach (Hof)

Zent Kirchbrombach
- Affhöllerbach
- Balsbach[26]
- Birkert (Breuberger Seite)[Anm. 8]
- Böllstein
- Gumpersberg
- Hembach
- Höllerbach
- Kilsbach (Hof)
- Kirchbrombach
- Langenbrombach (Breuberger Seite)[Anm. 9]
- Nieder-Kinzig
- Ober-Kinzig
- Stierbach (Hof)
- Wallbach

Zent Lützelbach
- Angelhof (Hof)
- Breitenbrunn
- Bremhof (Weiler)
- Brunnthal (Hof)
- Haingrund (früher: Walderlenbach)
- Hainhaus (Weiler und Jagdschloss)
- Hengmantel (Hof)
- Kimbach
- Lützelbach
- Ohrenbach
- Seckmauern
- Vielbrunn
- Wiebelsbach

## Recht
Im Bereich der Herrschaft Breuberg galt das Erbacher Recht.